# Pentawards
Les Pentawards sont des récompenses décernées chaque année depuis 2007 et destinées à saluer l’excellence des créations d’emballages au niveau mondial.
Cette compétition prend en compte les emballages existants et disponibles sur le marché ainsi que les emballages conceptuels qui ne sont donc que des idées non encore réalisées ni commercialisées. Les participants sont des designers, des agences de design, des agences de communication, des marques, des fabricants d’emballages et des étudiants en design.
Ces distinctions sont remises dans de multiples catégories afin que tous les secteurs et marchés puissent participer et être mis en valeur. Cinq catégories majeures qui regroupent chacune de nombreuses sous catégories englobent tous les marchés : boissons, alimentation, produits pour le corps, tous les autres marchés, marchés du luxe.

## Histoire
Les Pentawards ont été créés par Jean Jacques Evrard (1950) et Brigitte Evrard-Lauwereins (1951), tous deux designers de formation. Ensemble, ils ont créé et dirigé une agence de design qui a rejoint Carré Noir de 1994 à 1998 puis le groupe Desgrippes Gobé. Fin 2006, ils se sont séparés de leur agence pour gérer à plein temps et en toute indépendance les Pentawards.
Le but des Pentawards est de promouvoir au niveau mondial l’art du design d’emballages.
Le siège social des Pentawards est situé à Bruxelles (Belgique).

## Candidature et processus de vote
Les candidats doivent s’inscrire sur un site internet dédié et présenter en détail leurs créations de l’année écoulée en y joignant des visuels d’une façon standardisée. Ces créations sont regroupées par catégories et présentées aux douze membres du jury et à son président.
Le jury vote sans connaître l’identité des participants et juge les emballages sur trois niveaux : créativité/innovation – impact/branding/communication – qualité d’exécution.
Dans chacune des catégories, les cinq emballages qui ont récolté le plus de points sont considérés « nommés ». Il est alors demandé aux participants de faire parvenir un exemplaire physique de l’emballage nommé (sauf pour les concepts). Sur base de cet emballage, le président du jury valide la nomination et confirme le niveau de prix obtenu : bronze, argent, or, platine ou diamant.

## Le jury
Il est composé de treize personnalités issues du monde du packaging design. D’une part des designers ou directeurs d’agences de design, d’autre part des responsables du design d’emballages auprès de grandes marques commerciales.
Le président du jury est Gérard Caron, fondateur de l’agence Carré Noir et éditeur du site http://www.admirabledesign.com.
Les membres du jury sont tous de grands professionnels internationaux reconnus par leurs pairs et répartis dans le monde entier afin que le jugement prenne en compte toutes les sensibilités, les cultures et les marchés. Ils sont en poste pour un maximum de quatre années consécutives et chaque année environ un tiers du jury est renouvelé.
Pour devenir membre du jury, les candidats doivent avoir au préalable remporté un Gold (or), Platinum (platine) ou Diamond (diamant) Pentaward.

## Les récompenses
Cinq niveaux de prix sont attribués : diamant, platine, or, argent, bronze.
Le diamant est remis à l’emballage qui, toutes catégories confondues, a reçu le plus de points.
Les prix platine vont, dans chacune des cinq grandes catégories, à l’emballage qui a reçu le plus de points dans la catégorie en question. Les prix or, argent et bronze sont attribués aux meilleurs emballages de chacune des sous-catégories.
Les trophées représentent le logo Pentawards, un cercle avec en son centre un pentagone évidé. Ils sont fabriqués dans un alliage de zinc puis après polissage sont plaqués d’or, rhodium, nickel, argent ou cuivre selon le niveau de prix.
Le diamant est en fait un Swarovski. Le trophée a été créé et gravé par l’artiste belgo-américain Christian Heckscher. Le trophée porte le nom de Pentaward.

## La remise des trophées
Depuis 2008, les Pentawards sont remis chaque année dans une ville différente lors d’une cérémonie officielle qui rassemble de nombreux professionnels venus des quatre coins du monde.
- 2007 et 2008 : (Monaco)
- 2009 : (Bruxelles)
- 2010 : (Shanghai)
- 2011 : (New York)
- 2012 : (Paris)
- 2013 : (Barcelone)
- 2014 : (Tokyo)
- 2015 : (Londres)
- 2016 : (Shanghai)

## Les Diamond Pentawards – Best of the show
Voici les grands gagnants :
- 2007 :	Swinckels beer –	agence Design Bridge	(Pays-Bas) –	Grimaldi Forum (Monaco)
- 2008 :	Pieper-Heidsieck Upside Down –	agence BETC design / Viktor & Rolf

(France/Pays-Bas) –	Grimaldi Forum (Monaco)
- 2009 :	 Kleenex slice of summer –	(Kimberley-Clark) 	(États-Unis) –	 Flagey (Bruxelles)
- 2010 :	Hoyu3210 –	agence ADK (entreprise) 	(Japon) –	Exposition universelle de 2010 à Shanghai
- 2011 :	Ramlösa –	agence Nine 	(Suède) –	Marriott Marquis Hôtel (Times Square) New York
- 2012 :	 Coca-Cola Diet Coke –	agence Turner Duckworth 	(États-Unis) –	 Paris, Intercontinental Le Grand (Opéra Garnier)
- 2013 :	Absolut Vodka - Absolut Unique – agence Family Business (Suède) – Barcelone, W Hôtel
- 2014 :	evian La Goutte - Groupe Danone - agence Grand Angle (France) - Tokyo, Palace Hotel Tokyo
- 2015 :	Beauty Line de Marc Jacobs - agence Established NYC (USA) - RIBA,  - Londres

## Les Pentawards spéciaux
Les organisateurs attribuent aussi des prix honorifiques à des personnes, des organisations ou des marques.
- 2008 :	Herbert M. Meyer (États-Unis) –	Lifetime achievement,		à Monaco
- 2009 :	Lars Wallentin (Suisse) –	Lifetime achievement,		à Bruxelles
- 2009 :	Karim Rashid (États-Unis) –	Exceptional creativity,		à Bruxelles
- 2010 :	JPDA (Japan Packaging Design Association) (Japon) –	50 years of outstanding action,		à Shanghai
- 2011 :	Marry Lewis (Royaume-Uni) –	Exceptional creativity,		à New York
- 2011 :	La bouteille de Coca-Cola à travers les ans (États-Unis) –	Branding consistency and creativity,		à New York
- 2012 :	Yoshio Kato (Japon) –	Lifetime achievement,		à Paris
- 2012 :	La marque Veuve Clicquot Ponsardin (France) – Branding consistency and creativity,			à Paris
- 2013 :	La marque Absolut Vodka (Suède) – Branding consistency and creativity, à Barcelone
- 2014 :	La marque Milka (Mondelez International) (USA) – Branding consistency and creativity, à Tokyo
- 2015 :	La marque Johnnie Walker (Diageo) (Royaume-Uni) – Branding consistency and creativity, à Londres
- 2015 :	Kevin Shaw, fondateur de Stranger & Stranger (Royaume-Uni) –	Exceptional creativity,		à Londres

## Publications
Les créations gagnantes sont publiées tous les deux ans dans un large volume édité par Taschen disponible en français, anglais, allemand, espagnol et portugais.
2010 : The Package Design Book no 1,
2012 : The Package Design Book no 2,
2014 : The Package Design Book no 3,

## Expositions
Les emballages marquants des Pentawards ont été exposés dans différents pays.
2008 : Monaco, Salon Luxepack (Grimaldi Forum)
2009 : Shanghai, Salon Luxepack (International fair building)
2009 : Paris, Design Pack Gallery
2010 : Shanghai, Salon Luxepack (International fair building)
2010 : Paris, Design Pack Gallery
2010 : Monaco, Salon Luxepack (Grimaldi Forum)
2010 : Tokyo, JPDA Congress (Tokyo International Forum)
2011 : Paris, Design Pack Gallery
2012 : Düsseldorf, Drupa
2012 : Paris, Salon International Emballage
2014 : Shanghai, Salon Luxepack (Shanghai Exhibition Center)
2014 : Tokyo, Nikkei Design Magazine

## La marque Pentawards
La marque Pentawards est une marque déposée. Elle est formée de deux mots : Pentagone et awards (récompenses) et s’articule autour du chiffre 5 pour les raisons suivantes :
- Pentawards attribue 5 types d’awards (Bronze, Argent, Or, Platine, Diamant).
- Il y a 5 catégories (boissons, alimentation, produits pour le corps, tous les autres marchés, marchés du luxe).
- Notre monde est formé de 5 continents.
- La main, l’outil le plus parfait de l’homme, compte 5 doigts.
- Le design parle à nos 5 sens (vue, ouïe, goût, toucher et odorat).
- Le pentagone est la forme externe et interne du pentagramme qui est le très ancien et universel symbole de la perfection et de la beauté.
- Le pentagone est la forme originale du centre historique de Bruxelles, capitale du royaume de Belgique revendiquant aussi celui de capitale de l’Union européenne, où l’idée du Pentawards est née.

Dans le logo Pentawards, le pentagone blanc est au centre d’un cercle qui représente le monde.